# Turbonilla gabbiana
Turbonilla gabbiana är en snäckart som först beskrevs av James Graham Cooper 1867.  Turbonilla gabbiana ingår i släktet Turbonilla och familjen Pyramidellidae. Inga underarter finns listade i Catalogue of Life.